# Francolise
Francolise (La Torrë in dialetto locale) è un comune italiano di 4 630 abitanti della provincia di Caserta in Campania. 
È un centro di pianura di origini antiche, che trae sostentamento dalle attività rurali, dal terziario e, in misura minore, dal comparto industriale della lavorazione del tabacco. Gli abitanti, risiedono per la maggior parte nella località di Sant'Andrea del Pizzone; il resto della comunità si divide tra il capoluogo comunale, la località di Montanaro e un buon numero di case sparse sui fondi. L'abitato, in fase di sensibile espansione edilizia, sorge su un rilievo calcareo alla sinistra del torrente Savone ed è dominato da un maestoso castello medievale. Nel territorio comunale, dal profilo geometrico dolce e uniforme, i solchi dei seminativi, i frutteti sparsi, gli ordinati filari di viti, bagnati dalle acque di numerosi rivoli, compongono nella bella stagione un solare scenario mediterraneo; non mancano comunque estensioni di vegetazione spontanea.

## Geografia fisica
Ubicata nella Terra di Lavoro, alla destra del fiume Volturno. Non distante da Teano, è situata su un colle.

## Origini e storia
L'origine della denominazione Francolise segue diverse ipotesi:
- Secondo alcuni il nome deriva dal latino Fortuna -nisi, in riferimento all'esistenza di un tempio dedicato alla Dea Fortuna.
- Secondo altri deriva dal nome latino di persona Franculus, o Francone, a cui si aggiunge il suffisso -ensis che indica appartenenza.

### Simboli
Sullo sfondo azzurro dello stemma comunale, concesso con decreto del Presidente della Repubblica del 28 ottobre 1982, campeggia una torre d'argento, con porte e finestre aperte del campo e quattro merli alla guelfa; sopra la costruzione compaiono cinque stelle d'argento disposte ad arco mentre al suo fianco è rappresentato un albero che affonda le radici in una verde collina; su quest'ultima sono raffigurati una spiga d'oro e un ramoscello d'olivo incrociati.

## Monumenti e luoghi d'interesse

### Castello
Il castello medioevale, di forma irregolare, fu costruito nella seconda metà del IX secolo dai Normanni, su commissione del cardinale Benedetto Caetani D'Anagni o di san Tommaso D'Aquino secondo la testimonianza dell'ex parroco di Francolise, Don Raimondo.
Ospitò sotto gli Svevi alcuni nobili Baroni fedeli a Manfredi; durante il periodo Angioino divenne feudo del conte di Avellino Simon di Montfort, e probabilmente fu anche dimora di papa Bonifacio VIII fino a diventare, nel 1600, rifugio del brigante Domenico Colessi di Papone e dei suoi uomini. Successivamente fu visitato dal re Carlo di Borbone e dalla sua consorte.
A poca distanza dal borgo esiste la famosa fonte Calena, in disuso, cantata dai romani, nota per le virtù delle sue acque acidule.

### Chiesa di Santa Maria a Castello
La facciata della chiesa di Santa Maria a Castello, luogo di culto e di guarigione per i militari e gli abitanti di Francolise, è caratterizzata da un portale ed un rosone romanico ed un campanile gotico.
All'interno domina l'altare settecentesco e la Madonna del Cardellino della scuola di Giotto.
In seguito, verso gli inizi del XIV secolo, fu costruito fuori le mura un luogo di culto più grande per soddisfare le accresciute esigenze spirituali dei fedeli, ricevendo il titolo di Santa Maria della Carità e delle Grazie e, più tardi, nel XVI secolo quello di Santa Maria a Castello.

### Ville Romane
Gli scavi di due ville romane, una in località "San Rocco" e l'altra in località "Posto", vennero effettuati negli anni 1962-1964 sotto la direzione della Dr. M.A.Cotton, per conto della Scuola Britannica di Roma e finanziati dalla fondazione Batchelor e dall'Università di New York.
Quella in località San Rocco è una tipica villa rustica del tardo periodo repubblicano, abitata dalla fine del II secolo a.C. al II secolo d.C. Il sito è ubicato in un territorio che in epoca romana si trovava nell'Ager Calenus e ai confini dell'Ager Falernus. La superficie iniziale era di circa 800 m² che venne successivamente ampliata a circa 4.400 m². La villa comprendeva numerosissime stanze, divise tra la pars urbana e la pars rustica; l'approvvigionamento idrico era assicurato da tre grosse cisterne. 
La pars urbana si articolava intorno ad un ampio peristilio, circondato da quattro portici colonnati, la cui pavimentazione consisteva in un mosaico costituito da tessere bianche inframmezzate da piccoli frammenti di pietra colorata ("lithostroton"), con un bacino o fontana di marmo nel mezzo del giardino. Gli ambienti principali, anch'essi pavimentati con mosaici, comprendevano un "tablinum" ed un "triclinium", che rappresentavano rispettivamente soggiorno e sala da pranzo. Vi erano inoltre una serie di "cubicula", piccoli ambienti destinati a vari usi, un terrazzo con portico coperto e, nella fase dell'ampliamento, furono realizzati degli ambienti termali comprendenti un "praefurnium", un "frigidarium", un "tepidarium" con piscina e un "calidarium"; queste ultime due stanze furono pavimentate con grandi lastre di marmo cipollino.
La pars rustica consisteva in una serie di ambienti articolati intorno a due cortili. Il primo cortile confinava con quello che deve essere stato l’ingresso principale alla villa, su di esso si affacciavano i locali occupati dal "vilicus" e la scuderia. Nel secondo cortile furono trasformate ad uso industriale tre stanze che fiancheggiavano il probabile ingresso principale, dove vennero realizzate altrettante vasche per la separazione dell'olio d'oliva, fu realizzata una pressa per l'olio e un forno per la cottura di laterizi.

## Società

### Evoluzione demografica
Abitanti censiti

### Etnie e minoranze straniere
Secondo i dati ISTAT al 1º Gennaio 2021 la popolazione straniera residente era di 292 persone e rappresentava il 6.3% della popolazione residente nel territorio del comune. Le nazionalità maggiormente rappresentate in base alla loro percentuale sul totale della popolazione residente erano:
- India 75
- Romania 66
- Albania 58
- Ucraina 33
- Marocco 18

## Infrastrutture e trasporti
È servita dalla strada statale 7 via Appia, arteria di grande comunicazione che congiunge Roma a Brindisi, in Puglia, e dista 5 chilometri dallo scalo ferroviario di riferimento sulla ferrovia Roma-Cassino-Napoli, a nonché 11 chilometri dal casello di Capua dell’autostrada A1 del Sole (Milano-Roma-Napoli).

## Amministrazione
| Periodo | Periodo   | Primo cittadino                | Partito                                        | Carica  | Note |
| ------- | --------- | ------------------------------ | ---------------------------------------------- | ------- | ---- |
| 1995    | 1999      | Roberto Lanna                  | Lista Civica                                   | Sindaco |      |
| 1999    | 2004      | Andrea Russo                   | Lista Civica - Rinascita                       | Sindaco |      |
| 2004    | 2009      | Andrea Russo                   | Lista Civica - Rinascita                       | Sindaco |      |
| 2009    | 2014      | Nicola Lanna                   | Lista Civica - Rinascita                       | Sindaco |      |
| 2014    | 2019      | Gaetano Tessitore              | Lista Civica - Voltiamo Pagina                 | Sindaco |      |
| 2019    | 2024      | Gaetano Tessitore              | Lista Civica - Voltiamo Pagina 3.0             | Sindaco |      |
| 2024    | in carica | Saturnino Augusto Di Benedetto | Lista Civica - La Scelta Giusta Per Francolise | Sindaco |      |